# Argentina nos Jogos Paralímpicos de Verão de 1968
Argentina participou dos Jogos Paralímpicos de Verão de 1968, que foram realizados na cidade de Tel Aviv, em Israel, entre os dias 4 e 13 de novembro de 1968.
A delegação encerrou a participação com 30 medalhas, das quais 10 de ouro.